# Lampropholis elliotensis
Lampropholis elliotensis — вид сцинкоподібних ящірок родини сцинкових (Scincidae). Ендемік Австралії.

## Поширення і екологія
Lampropholis elliotensis відомі з типової місцевості, розташованої на горі на горі Елліот поблизу міста Таунсвілл на північному сході Квінсленду. Вони живуть в гірських тропічних лісах, серед опалого листя і скель.